# 제19회 부천국제애니메이션페스티벌
제19회 부천국제애니메이션페스티벌은 2017년 10월 20일에 열린 시상식이다.

## 수상 및 후보

### 본상-대상 (장편)
- 이 세상의 한구석에 - 카타부치 스나오 수상

### 본상-대상 (단편)
- 나이트호크 - 스펠라 카데즈 수상

### 본상-대상 (학생)
- 아버지의 방 - 장나리 수상

### 본상-심사위원상 (장편)
- 에델과 어니스트 - 로저 메인우드 수상

### 본상-심사위원상 (단편)
- 할아버지는 바다코끼리 - 루크레시아 안드레아 수상

### 본상-심사위원상 (학생)
- 마주 앉아 - 나타샤 톤킨 수상

### 본상-우수상 (장편)
- 우아한 복수 - 빌 플림턴 외 1명 수상

### 본상-우수상 (단편)
- 시소 - 차유경 수상

### 본상-관객상 (단편)
- 사이다와 시가렛 - 로버트 밸리 수상

### 본상-관객상 (학생)
- 사각형 세계 - 유진 보이초프 수상

### 본상-TV&커미션드 (해외)
- 우드랜드 트러스트 - 가디언 - 모스 수상
- 노 스노우 포 크리스마스 - 빌 플림턴 수상

### 특별상-DHL DIVERSITY상
- 미카엘라 뮐러 수상

### 특별상-온라인 네티즌상 (국내)
- 김예린 수상
- 유예린 수상
- 조민경 수상

### 특별상-국내내 학생 부문 Beans Road 상
- 제니스 천 수상

### 특별상-국내 학생/온라인 부문 YES24 홍대던전 상
- 한승연 수상
- 이소희 수상
- 곽은수 수상
- 조윤정 수상

### 특별상-단편 부문 애니비스 초이스 청주대학교 총장상
- 오서로 수상

### 특별상-국내 단편 부문 故 유광선상
- 오서로 수상

### 장편경쟁부문
- 1917, 붉은 10월 - 카트린 로테
- 에델과 어니스트 - 로저 메인우드
- 교향시편 유레카 세븐 : 하이에볼루션 - 쿄다 토모키
- 쏘아올린 불꽃, 밑에서 볼까? 옆에서 볼까? - 신보 아키유키
- 이 세상의 한구석에 - 카타부치 스나오
- 75개의 언어를 하는 남자 - 앤 마그누센
- 우아한 복수 - 빌 플림턴 외 1명

### 단편경쟁부문
- 결국 그렇게 - 마이클 쿠삭
- 레드 드라이버 - 랜달 크리스토퍼
- 두 번의 기회 - 보진 바소빅
- 친애하는 죽음에게 - 케이트 아이젠버그
- (OO) - 오서로
- 하인 - 파르누시 아베디레나니
- 등대의 그림자 - 니코 보노몰로
- 내 남자 옥토푸스 - 스테파니 카도레
- 나이트호크 - 스펠라 카데즈
- 시소 - 차유경
- 레드 애쉬 - 사노 유타
- 비범한 자연, 평범한 카멜레온 - 토머 에셰드
- 드롭 바이 드롭 - 알렉산드라 라미레즈 외 1명
- 아무 일도 없었던 것처럼 - 유리 크라노트
- 저승사자와 아들 - 뱅상 파로노드 외 1명
- 영원한 사랑 - 안드리 슈체백
- 비브라토 - 세바스찬 로덴바흐
- 바구니 소녀 - 수레쉬 에리얏
- 한밤의 정원 - 브누아 슈
- 수상한 사건 - 즈비그뉴
- 서프라이즈 - 파울로 파트리시우
- 링크 - 로버트 로벨
- 미국의 마법사 - 발비나 브루슈엡스카
- 젠장, 죽기엔 너무 일러 - 아브랑시브 필리페
- 마니볼드 - 친티스 룬드그렌
- 할아버지는 바다코끼리 - 루크레시아 안드레아
- 공항에서 - 미카엘라 뮐러
- 마약견 대소동 - 빌 플림턴
- 유어마이선샤인 - 황보새별
- 괜찮을 거야 - 셀린느 드보
- 아무 것도 느껴지지 않아 - 노에미 마르실리 외 1명
- 코스모스 - 다리아 코피케
- 에덴 - 줄리 케티
- 공원 생활 - 문소현
- 삶은 비극이지만 희망은 있다 - 니콜라 피오베상
- 존오의 죽음 - 크리스 쉐퍼드
- 사이다와 시가렛 - 로버트 밸리

### 학생경쟁부문
- 기묘한 여관 - 자이언 첸
- 마만티 - 김윤지 외 3명
- 크리스털 퀘스트 - 나타샤 샤프
- 외모지상주의 - 장 춘쯔
- 낙타로 변한 남자 - 에르미나 타케노바
- 호흡곤란 - 레아 크라브칙
- 기억의 수프 - 질라이 펭
- 아버지의 방 - 장나리
- 발코니 - 데이비드 덴데라
- 레이디 노스페라투 - 타니구치 치나미
- 마주 앉아 - 나타샤 톤킨
- 감당할 수 없는 - 이토 게이고
- 태권소년의 우울 - 유지영
- 오버런 - 피에르 로파스 외 5명
- 룸 - 야나 크리스티나 노바치코바
- 화이트 홈 타운 - 사마네 쇼자아이
- 후쿠시마, 5년 - 이브 세카렐리
- 문자공격 - 니미 아카네
- 우주에서 사랑에 빠지다 - 제니스 천
- 사각형 세계 - 유진 보이초프
- 척 - 남지희
- 더 트리 - 한승연 외 3명
- 다가오는 날 - 제이드 에반스
- 아주 가까운 - 리 오즈
- 원형질 - 카트린 노바코빅
- 결국 우리는 인간입니다 - 얀 미카
- 국민체조 - 안나 카탈린 러브리티
- 히어로 다쉬 아콜 - 하자르 메흐라니
- 못갱이 - 오수지 외 1명
- 줄리엣 - 로라 다다지오
- 밤마다 - 줄리엣 쿠신
- 윗층과 아래층 - 야스민 엘생
- 추적 - 알렉스 아바기미안
- 사우스 포레스트 - 황 웬루이
- 소그 - 조나단 슈웬크
- 바다 - 손예은
- 스톡홀름 - 장 밥티스트 아지르 외 4명
- 퍼펙트 타운 - 아나이스 보와롤

### TV&커미션드경쟁부문
- 준 - 존 커스
- 틸다 애플시드 - 틸다 계란 찾기 - 콘라드 바이제 외 1명
- 마크 로터맨 - 해피 - 앨리스 세이
- 도어 투 아더타운 챕터 1 : 메신저 - 발린트 파카스 갤리
- 블루 - CNN - 모스
- 창작의 여정 - 테비 두브레이
- 피쉬 어스 - 댄 버거
- 정션 - 칠리 곤잘레스 앤 피치스 - 파트리크 도용
- 심슨 - 더 카우치 개그 - 빌 플림턴
- 빅 퀘스천 - 커널 - 모스
- 세상에서 가장 작은 남자 - 후안 파블로 자라
- 우드랜드 트러스트 - 가디언 - 모스
- 노 스노우 포 크리스마스 - 빌 플림턴
- 곰사냥을 떠나요 - 조안나 해리슨 외 1명
- 죽어서 미안해요 - 데이비드 압시 외 1명
- 쉘터 - 아카이 토시후미

### 온라인경쟁부문
- 지미 - 시아 젠추안
- 메이드는 사형인가요 - 이은주 외 2명
- 어둡고 어두운 숲 - 에밀 기누 외 1명
- 어른이 되고 싶지 않아 - 쿠오 야윤
- 물음표야 어딨니? - 김예린 외 2명
- 안개 속으로 - 레일라 쿠르티용
- 사라진 병사 - 뤼카 뒤르켐
- 피아노 - 조현지
- 사막의 에세이 - 사사키 에리
- 블랙독 - 조슈아 투틸
- 어부 - 장 동유

### 초청장편
- 아인 : 제1부 충동 - 세시타 히로유키
- 붉은 거북 - 마이클 두독 드 비트
- 소나기 - 안재훈
- 늑대아이 - 호소다 마모루
- 너의 목소리를 전하고 싶어 - 이토 나오유키

### BIAF키즈
- 플라워링 하트 시즌 2 - 이우진
- 바다 탐험대 옥토넛 시즌4 : 더 파이널 - 다라 오코넬
- 뽀롱뽀롱 뽀로로 + 꼬마버스 타요 - 신창환, 송인욱
- 스톤에이지 전설의 펫을 찾아서 - 김길태

### 애니 투게더
- 슈퍼배드 3 - 피에르 꼬팽 외 1명
- 오즈: 신기한 마법가루 - 블라디미르 토로프킨 외 2명
- 모아나 - 론 클레멘츠 외 1명
- 내 이름은 꾸제트 - 클로드 바라스
- 극장판 또봇: 로봇군단의 습격 - 이달

### 특별전: 디즈니 레거시
- 백설공주와 일곱 난쟁이 - 데이비드 핸드
- 이상한 나라의 앨리스 - 클라이드 제로니미 외 2명

### 특별전: 아카데미 수상작
- 슈로갓 - 듀상 뷰코틱
- 특별한 배달 - 존 웰던 외 1명
- 에브리 차일드 - 유진 페도렌코
- 안나 & 벨라 - 뵈르게 링
- 그리스의 세 여신 - 니콜 반 괴템
- 동물원 인터뷰 - 닉 파크
- 월레스와 그로밋 - 양털 도둑 - 닉 파크
- 아버지와 딸 - 마이클 두독 드 비트
- 하비 크럼펫 - 애덤 엘리어트
- 덴마크 시인 - 토릴 코브
- 작은 벽돌로 쌓은 집 - 카토 쿠니오
- 미스터 위블로 - 로렌트 위츠
- 곰 이야기 - 가브리엘 오소리오

### 특별전: 안시2017 수상작
- 고블랭 - 하얀 뱀 - 앙트완 보넷 외 5명
- 괴물 - 로렌 브레방
- 더없이 행복한 죽음 - 세르지우 네줄리치
- 고블랭 - 낮잠 - 조슬린 찰스 외 5명
- 네거티브 스페이스 - 막스 포터 외 1명
- 할아버지는 바다코끼리 - 루크레시아 안드레아
- 위키드 걸 - 아이스 카르탈
- 더 버든 - 니키 린드로트 본 바르
- 고블랭 -  우키다오 - 쥘 부르주